# Binzwangen (Donau)
Binzwangen is een plaats in de Duitse gemeente Ertingen, deelstaat Baden-Württemberg, en telt 888 inwoners (2005).